# Cao Cao
Cao Cao (kineski 曹操 (Cáo Cāo), †15. ožujka 220.) bio je general i državnik te pretposljednji kancelar u Istočnoj Han dinastiji koji je postao veliki poglavar tijekom svojih zadnjih godina u antičkoj Kini. Godine 204. nadzirao je sjeverni dio Kine koji je pod njegovim sinom postao kraljevstvo Vei.

## Poezija
Cao Cao bio je i pjesnik. Sačuvane su 24 njegove pjesme. Čuvena Cao Caova pjesma „Gledajući plavo more“ jednostavnim jezikom opisuje veličanstveni prizor, a pored toga ona je prva kineska pjesma u kojoj je krajolik glavni motiv. Cao Caova poezija veliku pažnju pridaje umjetničkoj vrijednosti pjesme.